# ایستگاه راه‌آهن رم تیبورتینا
ایستگاه راه‌آهن رم تیبورتینا (انگلیسی: Roma Tiburtina railway station) دومین ایستگاه بزرگ راه‌آهن شهر رم، ایتالیا پس از ایستگاه راه‌آهن ترمینی رم است.
این ایستگاه که در سال ۱۸۶۶ تاسیس شده در رده ششم ایستگاه‌های پرتردد در ایتالیا با ۵۱ میلیون مسافر در سال قرار دارد.

## نگارخانه

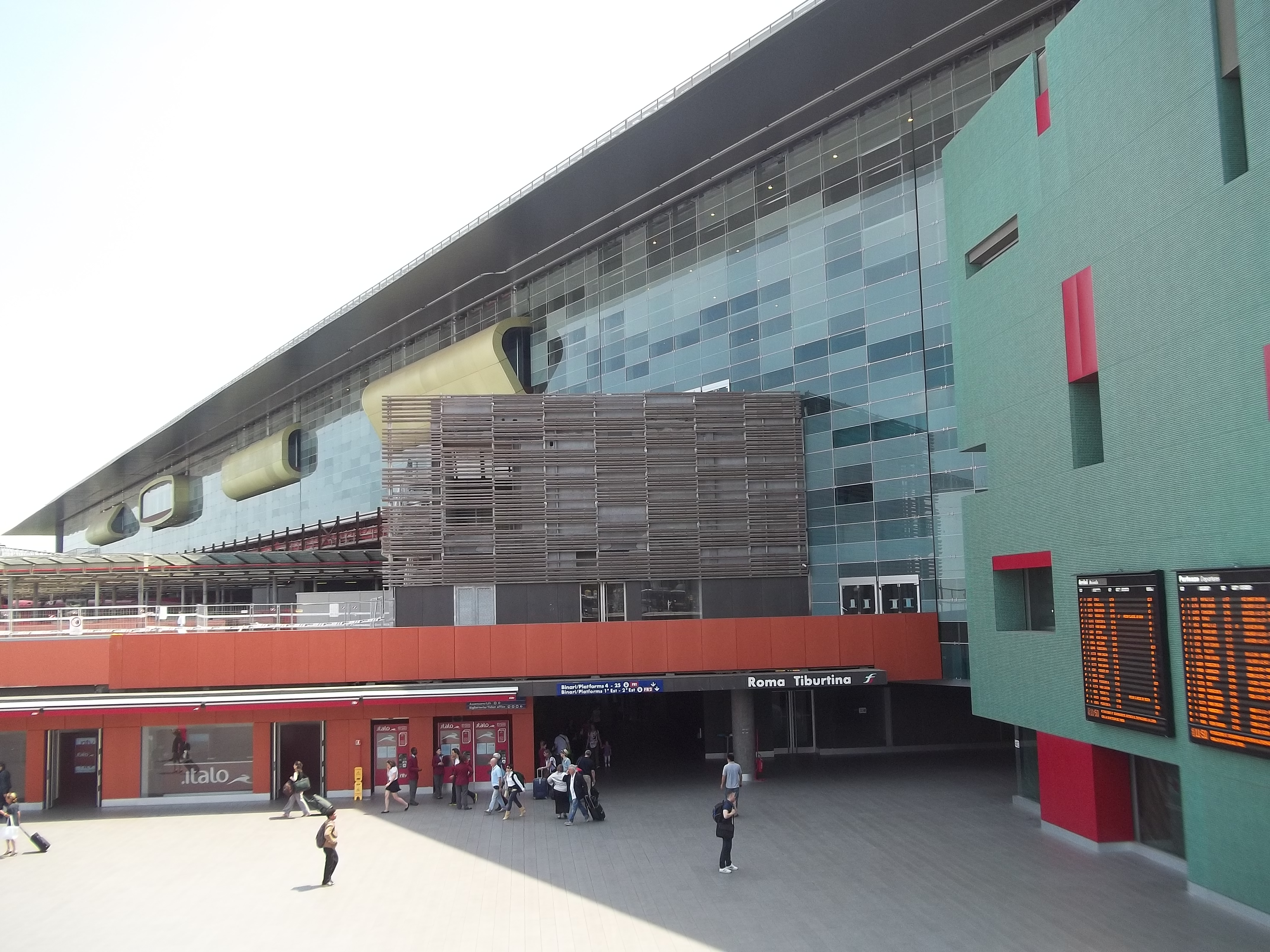
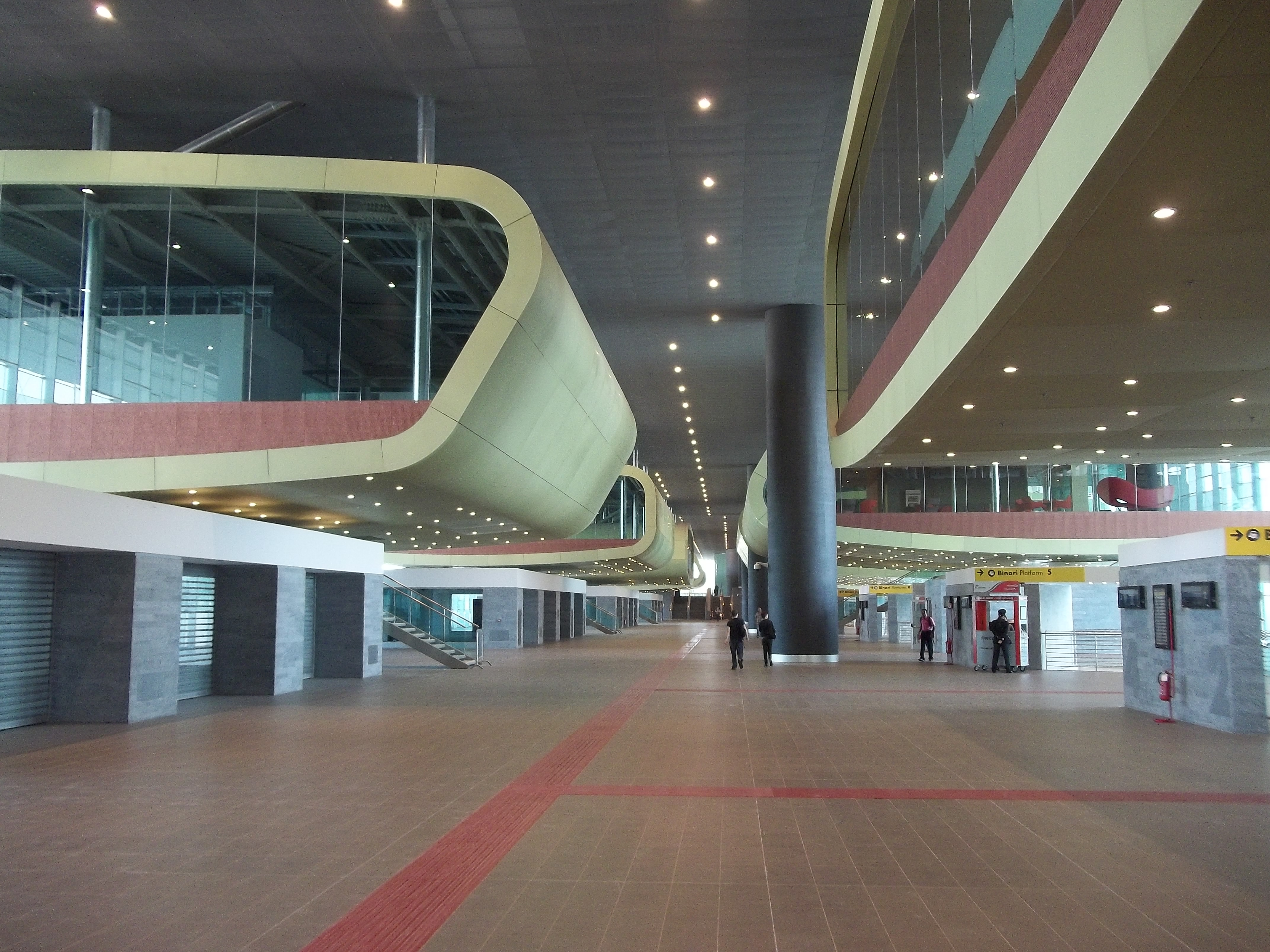
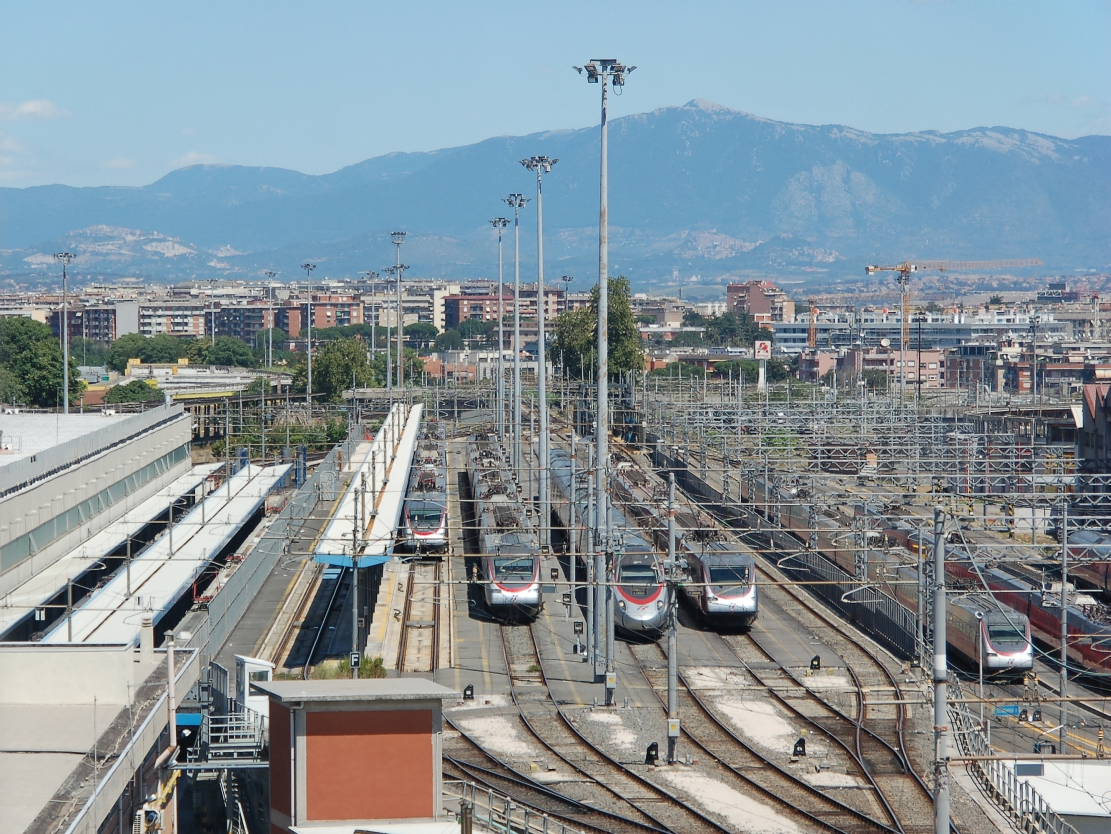
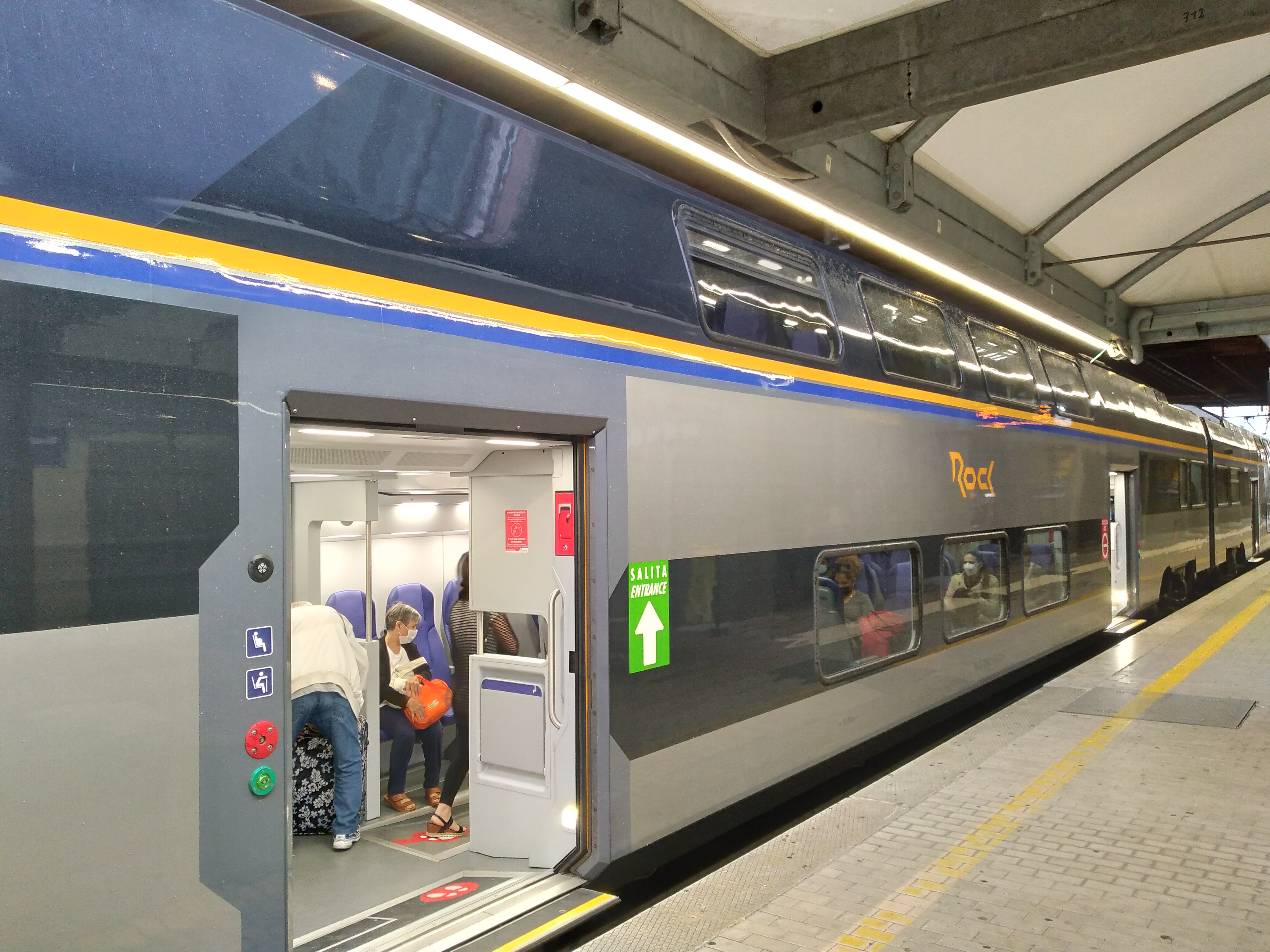
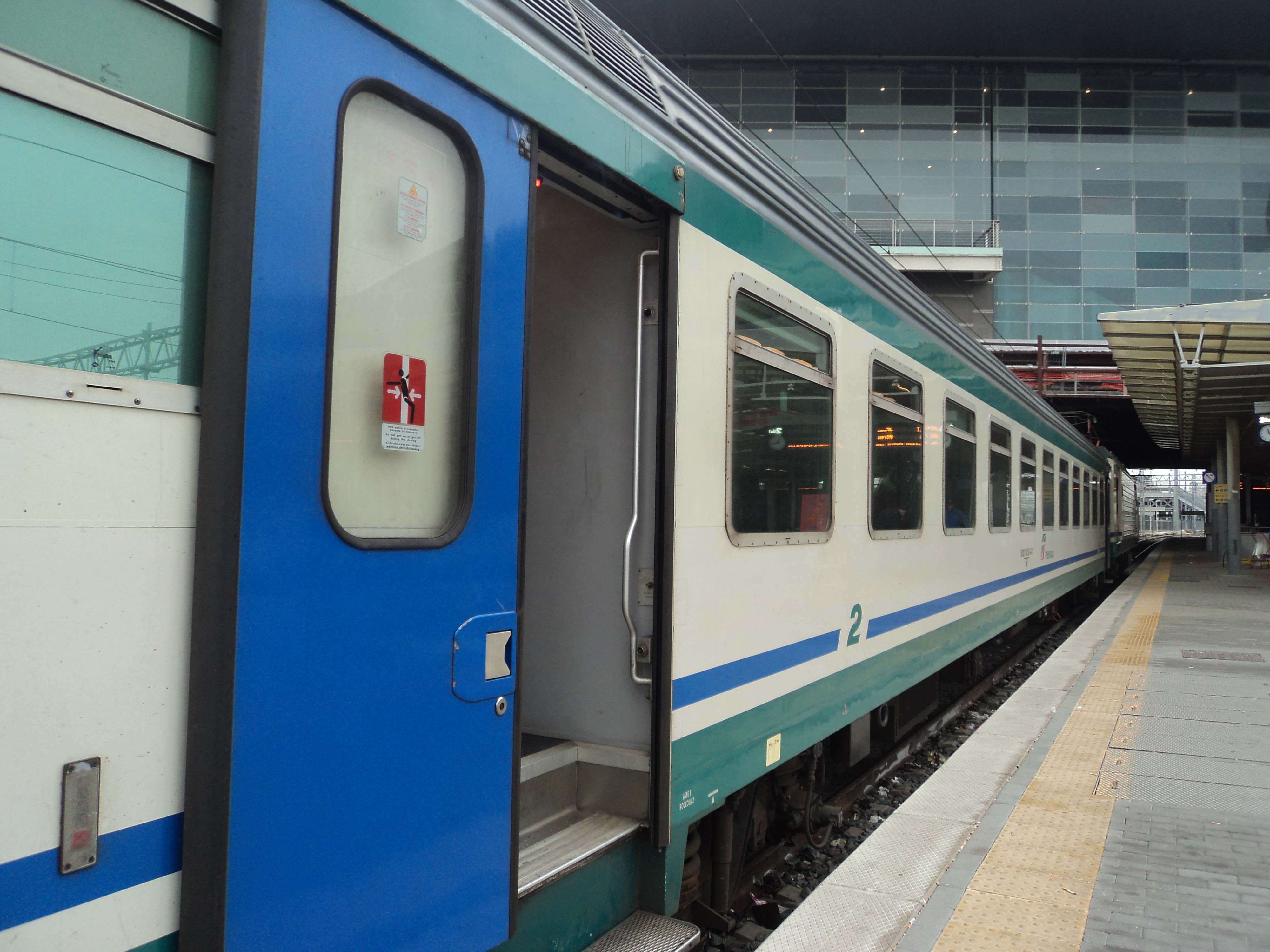
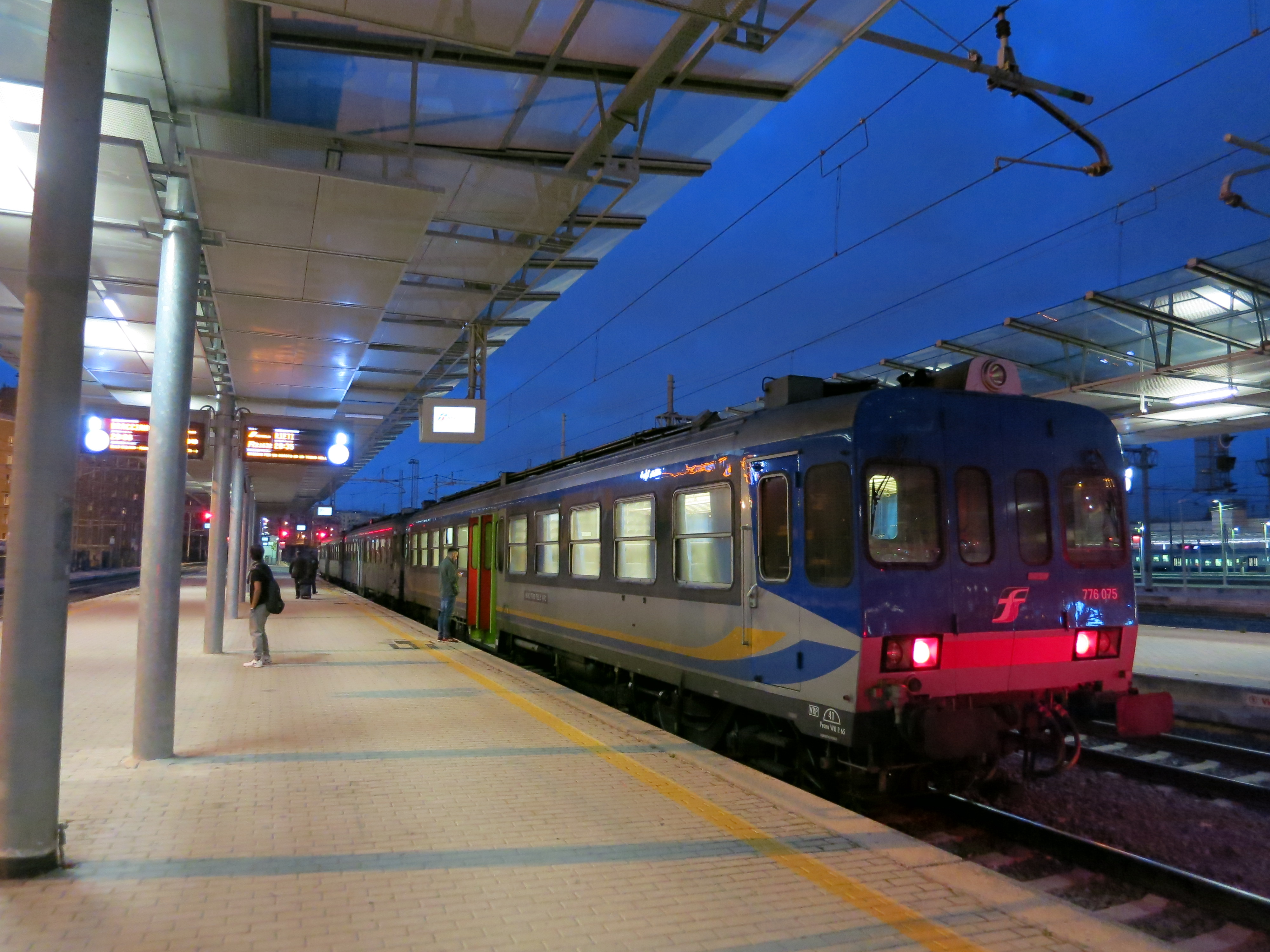
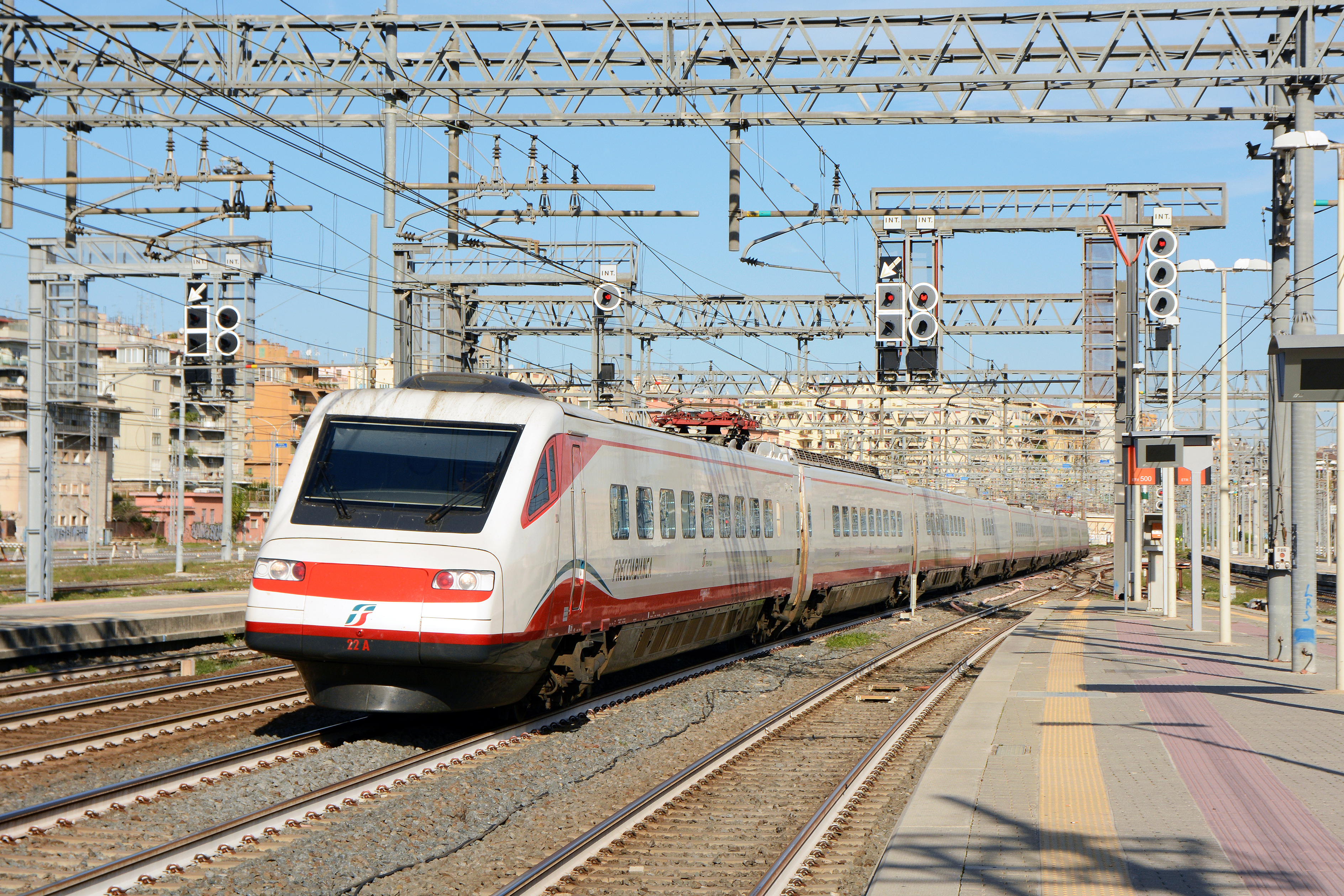